# Icterídeos
Os icterídeos (Icteridae) são uma família de aves passeriformes restrita ao Novo Mundo, que inclui os corrupiões, chupins, graúnas, iraúnas, iratauás, japus e pássaros-pretos. A maioria das espécies tem o preto como cor de plumagem predominante, muitas vezes ressaltado por um amarelo, laranja ou vermelho. As espécies dessa família variam amplamente em tamanho, forma e comportamento. O nome vem do grego antigo ikteros que significa "icterícia", por causa das proeminentes penas amarelas de muitas espécies.
Este grupo é semelhante aos oriolídeos do Velho Mundo, porém as duas famílias não estão relacionadas entre si, sendo um claro exemplo de convergência evolutiva.
Os icterídeos (Icteridae) não devem ser confundidos com os icteriídeos (Icteriidae), uma família criada em 2017 e composta por uma única espécie – o mariquitão (Icteria virens).

## Características

### Distribuição ehabitat
São restritos às Américas, ocorrendo desde o Canadá até a Argentina. A maioria das espécies vivem nos trópicos, embora muitas espécies também ocorram em regiões temperadas, como a graúna-de-asas-vermelhas (Agelaius phoenicus) e o peito-vermelho-rabilongo (Leistes loyca). A maior concentração de espécies é encontrada na Colômbia e no sul do México. Habitam uma gama de habitats, incluindo pastagens, pântanos, florestas e cerrados. Espécies de áreas temperadas são migratórias.

### Descrição

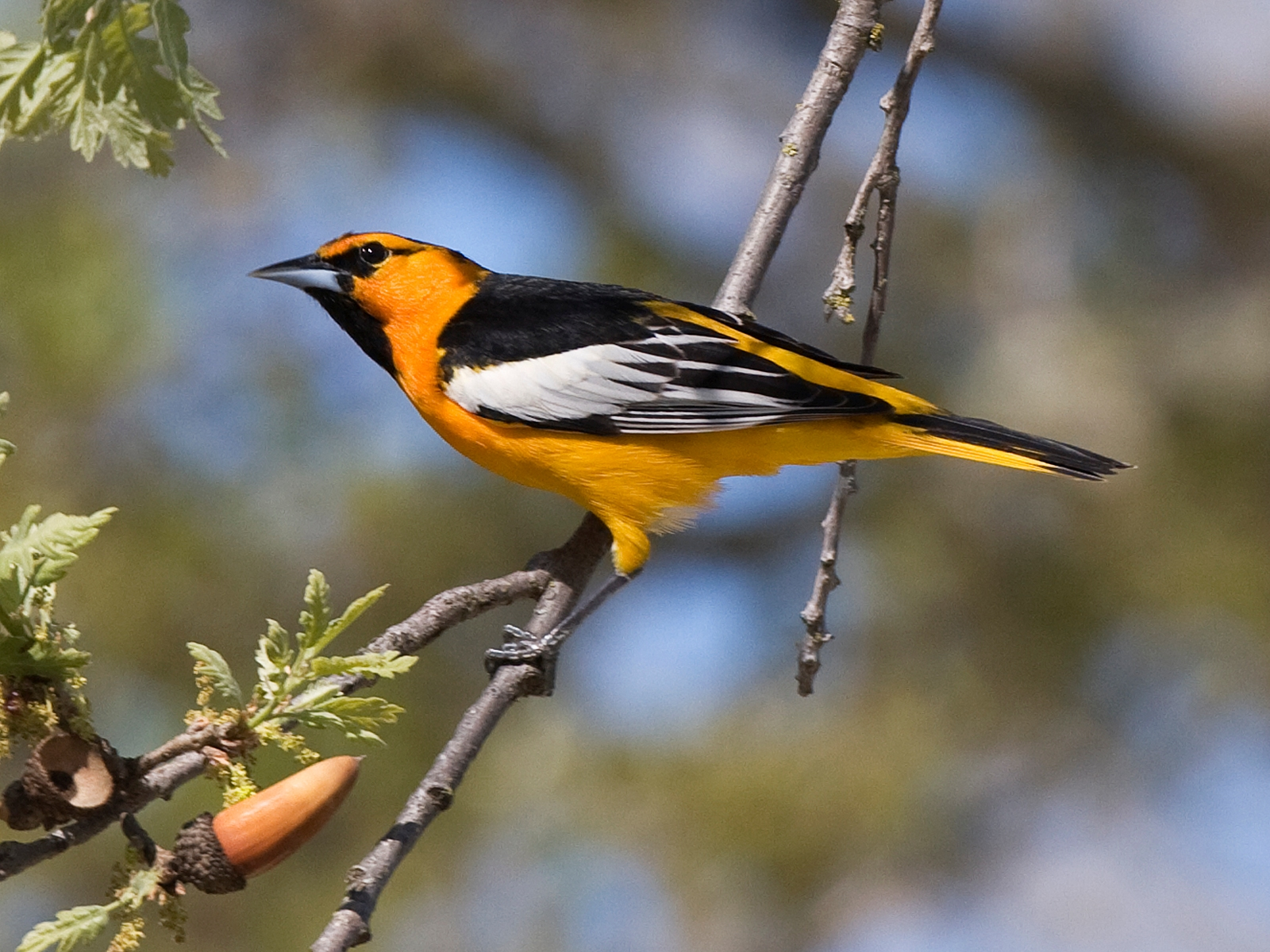
O nome dessa família é por causa da plumagem amarela contrastante com o preto da maioria das espécies, como neste macho de corrupião-de-asa-branca (Icterus bullockii).

Os icterídeos são de tamanho variável e muitas vezes exibem dimorfismo sexual considerável, com os machos geralmente exibindo coloração mais brilhante e tamanho maior. Embora tal dimorfismo seja amplamente conhecido em passeriformes, o dimorfismo sexual por tamanho é excepcionalmente extremo nessa família. Por exemplo, a iraúna-mexicana (Quiscalus mexicanus) macho é 60% mais pesado que a fêmea. A menor espécie de icterídeo é o corrupião-castanho (Icterus spurius), em que a fêmea mede em média 15 cm de comprimento e pesa 18 g, enquanto a maior é o japuguaçu (Psarocolius bifasciatus), cujo macho mede 52 cm e pesa cerca de 550 g. Esta variação de tamanho é uma das maiores entre as aves passeriformes (ficando atrás apenas do tietê-de-coroa, Calyptura cristata). Uma adaptação morfológica incomum compartilhada pelos icterídeos é a abertura da mandíbula, onde o crânio é configurado para permitir que eles abram seus bicos fortemente.

### Alimentação

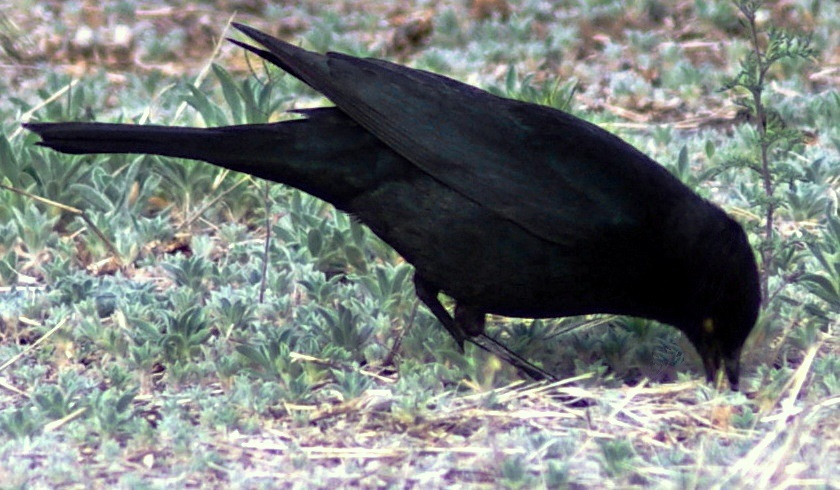
Os icterídeos podem alargar cavidades forçando seus bicos, como este macho de graúna-violácea (Euphagus cyanocephalus).

Se adaptaram a uma ampla variedade de alimentos. Japus e iraúnas usam suas grandes mandíbulas para quebrar cascas das frutas e obter o interior, e têm bicos compridos adaptados ao processo. Outros, como os chupins e o triste-pia (Dolichonyx oryzivorus), têm bicos mais curtos e grossos para esmagar sementes. A graúna-jamaicana (Nesopsar nigerrimus) usa seu bico para forragear entre cascas de árvores e epífitas, e adotou o nicho evolutivo preenchido em outros lugares da região Neotropical por arapaçus. Os corrupiões bebem néctar de frutos e flores.

### Reprodução

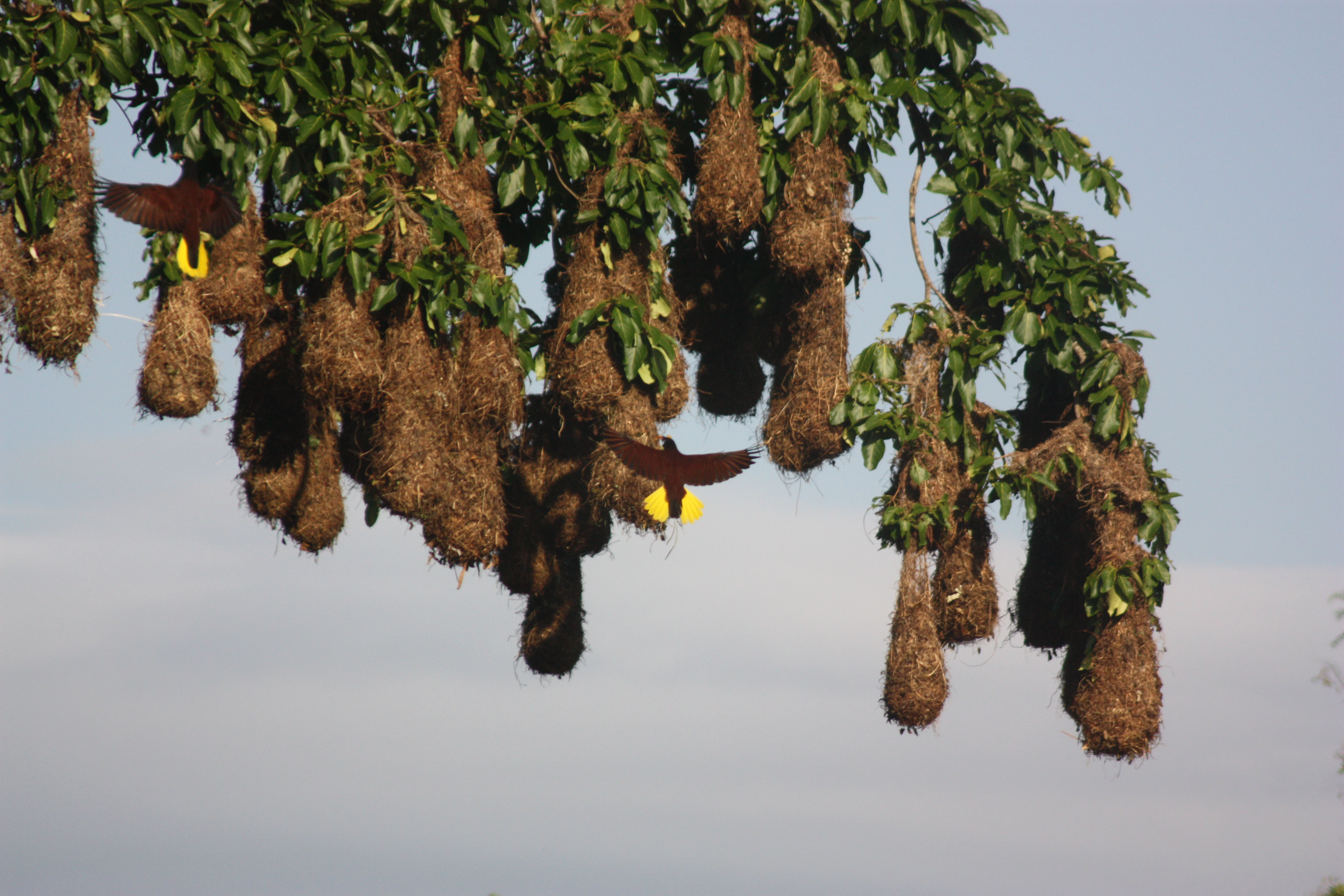
Colônia reprodutiva de vários japus-centro-americanos (Psarocolius montezuma).

Os hábitos de nidificação dessas aves também são variáveis. Muitos icterídeos possuem comportamentos de colônia. Muitos japus constroem ninhos de tecido pendular. Algumas espécies de chupins praticam nidoparasitismo; as fêmeas colocam seus ovos nos ninhos de outras espécies, de forma semelhante a alguns cuculídeos.

### Relacionamento com humanos
Algumas espécies de icterídeos tornaram-se pragas agrícolas; por exemplo, as graúnas-de-asa-vermelha (Agelaius phoenicus) nos Estados Unidos são consideradas as piores pragas vertebradas de plantações de arroz. O custo do controle de graúnas na Califórnia era de 30 US$ por acre em 1994. Nem todas as espécies foram tão bem-sucedidas, e várias espécies estão ameaçadas de extinção. Estes incluem formas insulares como a graúna-jamaicana (Nesopsar nigerrimus), a graúna-de-ombros-amarelos (Agelaius xanthomus), o corrupião-de-santa-lúcia (Icterus laudabilis) e a graúna-tricolor (Agelaius tricolor), todos ameaçados pela perda de habitat e destruição de ninhos.

## Sistemática

### Taxonomia
A família Icteridae foi reduzida a tribo (Icterini) da família Fringillidae sensu lato na taxonomia de Sibley-Ahlquist. Entretanto, esse arranjo não foi seguido por outros autores.
O gênero Scaphidura foi incluído como sinônimo de Molothrus. Os gêneros Gymnostinops e Zarhynchus foram incluídos em Psarocolius.

### Espécies
Possui aproximadamente vinte e nove gêneros reconhecidos:
| Imagem | Gênero                           | Espécies |
| ------ | -------------------------------- | --- |
|        | Dolichonyx Swainson, 1827        | - Triste-pia, Dolichonyx oryzivorus |
|        | Agelaius Vieillot, 1816          | - Graúna-de-asa-vermelha, Agelaius phoeniceus - Graúna-de-ombros-vermelhos, Agelaius assimilis - Graúna-tricolor, Agelaius tricolor - Graúna-de-ombros-morenos, Agelaius humeralis - Graúna-de-ombros-amarelos, Agelaius xanthomus |
|        | Xanthopsar Ridgway, 1901         | - Veste-amarela, Xanthopsar flavus |
|        | Agelasticus Cabanis, 1851        | - Iraúna-de-olho-claro, Agelasticus xanthophthalmus - Sargento, Agelasticus thilius - Carretão, Agelasticus cyanopus |
|        | Chrysomus Swainson, 1837         | - Iratauá-pequeno, Chrysomus icterocephalus - Garibaldi, Chrysomus ruficapillus |
|        | Nesopsar P.L. Sclater, 1859      | - Graúna-jamaicana, Nesopsar nigerrimus |
|        | Sturnella Vieillot, 1816         | - Peito-amarelo, Sturnella neglecta - Pedro-ceroulo, Sturnella magna |
|        | Leistes Vigors, 1825             | - Polícia-inglesa-do-norte, Leistes militaris - Polícia-inglesa-do-sul, Leistes superciliaris - Peito-vermelho-peruano, Leistes bellicosus - Peito-vermelho-dos-pampas, Leistes defillippi - Peito-vermelho-rabilongo, Leistes loyca |
|        | Xanthocephalus Bonaparte, 1850   | - Graúna-de-cabeça-amarela, Xanthocephalus xanthocephalus |
|        | Dives Cassin, 1867               | - Graúna-cubana, Dives atroviolacea - Graúna-cantora, Dives dives - Graúna-do-pacífico, Dives warszewiczi |
|        | Euphagus Cassin, 1867            | - Graúna-violácea, Euphagus cyanocephalus - Graúna-ferrugem, Euphagus carolinus |
|        | Quiscalus Vieillot, 1816         | - Iraúna-dos-pauis, Quiscalus major - Rabo-de-quilha, Quiscalus quiscula - Iraúna-mexicana, Quiscalus mexicanus - Iraúna-da-nicarágua, Quiscalus nicaraguensis - Iraúna-das-antilhas, Quiscalus niger - Iraúna-do-norte, Quiscalus lugubris - † Iraúna-de-bico-fino, Quiscalus palustris |
|        | Agelaioides Cassin, 1866         | - Asa-de-telha-escuro, Agelaioides badius - Asa-de-telha-pálido, Agelaioides fringillarius |
|        | Molothrus Swainson, 1832         | - Chupim-azeviche, Molothrus rufoaxillaris - Iraúna-grande, Molothrus oryzivorus - Chupim-vira-bosta, Molothrus bonariensis - Chupim-de-olhos-vermelhos, Molothrus aeneus - Chupim-mulato, Molothrus ater - Chupim-pequeno, Molothrus armenti |
|        | Icterus Brisson, 1760            | - 30 espécies |
|        | Amblycercus Cabanis, 1851        | - Iraúna-de-bico-amarelo, Amblycercus holosericeus |
|        | Cassiculus Swainson, 1827        | - Japu-mexicano, Cassiculus melanicterus |
|        | Cacicus Lacepede, 1799           | - Xexéu, Cacicus cela - Guaxe, Cacicus haemorrhous - Iraúna-subtropical, Cacicus uropygialis - Iraúna-equatoriana, Cacicus sclateri - Iraúna-de-bico-branco, Cacicus solitarius - Iraúna-de-lombo-encarnado, Cacicus microrhynchus - Tecelão-do-acre, Cacicus koepckeae - Japuíra, Cacicus chrysopterus - Japu-de-lombo-amarelo, Cacicus chrysonotus - Japu-de-asa-amarela, Cacicus leucoramphus - Japu-de-rabo-verde, Cacicus latirostris - Japu-de-capacete, Cacicus oseryi |
|        | Psarocolius Wagler, 1827         | - Japu-de-asa-castanha, Psarocolius guatimozinus - Japu-de-cabeça-castanha, Psarocolius wagleri - Japu-pardo, Psarocolius angustifrons - Japu-verde-escuro, Psarocolius atrovirens - Japu-verde, Psarocolius viridis - Japu-preto, Psarocolius decumanus - Japu-centro-americano, Psarocolius montezuma - Japu-do-chocó, Psarocolius cassini - Japuguaçu, Psarocolius bifasciatus                                                                                             |
|        | Gymnomystax L. Reichenbach, 1850 | - Iratauá-grande, Gymnomystax mexicanus |
|        | Pseudoleistes P.L. Sclater, 1862 | - Chopim-do-brejo, Pseudoleistes guirahuro - Dragão, Pseudoleistes virescens |
|        | Amblyramphus Leach, 1814         | - Cardeal-do-banhado, Amblyramphus holosericeus |
|        | Hypopyrrhus Bonaparte, 1850      | - Iraúna-de-barriga-vermelha, Hypopyrrhus pyrohypogaster |
|        | Curaeus (PL Sclater, 1862)       | - Iraúna-austral, Curaeus curaeus |
|        | Anumara Powell et al., 2014      | - Anumará, Anumara forbesi |
|        | Gnorimopsar Richmond, 1908       | - Pássaro-preto, Gnorimopsar chopi |
|        | Oreopsar WL Sclater, 1939        | - Iraúna-boliviana, Oreopsar bolivianus |
|        | Lampropsar Cabanis, 1847         | - Iraúna-velada, Lampropsar tanagrinus |
|        | Macroagelaius Cassin, 1866       | - Iraúna-da-guiana, Macroagelaius imthurni - Iráuna-colombina, Macroagelaius subalaris |